# Florian Maurice
Florian Maurice, född 20 januari 1974, är en fransk före detta fotbollsspelare (anfallare) som mellan 1996 och 1999 spelade sex landskamper och gjorde ett mål för det franska landslaget.
Maurice spelade nästan hela sin karriär för franska klubbar och hade sin bästa tid hos Paris Saint-Germain när laget vann den franska cupen samt den franska ligacupen 1998. Maurice spelade även för Marseille samt Lyon. I Lyon var han en framgångsrik målskytt i mitten av 1990-talet och han fick plats i Frankrikes trupp till de Olympiska sommarspelen 1996. Även första tiden i Marseille blev framgångsrik för Maurice då laget gick till final i Uefacupen 1999.